# ナギサの
『ナギサの』はコットンソフトから2007年12月14日に発売した18禁アドベンチャーゲーム。サブタイトルは「Around The Seaside」。2007年11月11日からオフィシャルホームページ上にて体験版が公開されている。
初回版には「コットン100%CD」が付録されている。
また、コミックマーケットC73においてコットンソフトより発売された「コットンドラマCD」内で「ナギサの ドラマCD 大みそか編 & お正月編」が収録された。

## システム
本作品では攻略パートに入る前にいくつかの小イベントを行うこととなる。町のMAP上にいくつものイベントが表示され、それを選択して進めていく。そのときに選んだイベントやイベント内での選択肢によって各ヒロインへの攻略ルートへと分岐される。ゲーム内では「ナツメグの「RES」 (Random Event System) をさらに進化させたもの」と説明されている。

## ストーリー
都会の進学校に通う富士見聡司は、ゴールデンウィーク前の休日の朝、両親に突然潮干狩りに行くと言われ、とある田舎の海岸までやってきた。その後、無理やりゴールデンウィークまでの間そこにある浜茶屋でアルバイトさせられることとなる。そこで出会った人たちに影響され、聡司はアルバイトが終わって都会に帰った後も今までどおりの勉強に身が入らなくなってしまう。その後、聡司は休学し、また田舎の海岸へと戻る。

## 登場人物
富士見 聡司（ふじみ さとし）
声：なし
主人公。都会にある有名進学校に通っている。努力しても思うように学内の順位が上がらない事を思い悩んでいた。とあるきっかけで訪れた田舎の人たちに影響され、夏に再びその田舎を訪れ、夏生の家である民宿に住み込みつつアルバイトすることとなった。非常に真面目で少し理屈っぽいが基本的に優しく困った人はほっとけない性格。
早川 夏生（はやかわ なつお）
声：夏野こおり
8月1日生まれ O型 身長154cm B85/W57/H83
メインヒロイン。聡司がアルバイトをしている「海の家 ハヤカワ」を営む女の子。聡司と同じ2年生である。ドジな性格をしている。「めっちゃ」や「がびーんっ」が口癖。勉強は苦手だが料理は得意。やや視力が弱い。
柳生 あおい（やぎゅう あおい）
声：青山ゆかり
3月3日生まれ AB型 身長158cm B83/W56/H86
メインヒロイン。夏生の親友、幼馴染。実際は非常に男らしい性格で腕っ節も強いが、夏生から「ジェントルマン」であると聞かされた聡司の前ではおしとやかであるように見せている。また、聡司からは本当の性格がわかっていることには気づいていない。苗字で呼ぶと非常に怒る。アルミ缶を5秒で釘に変形させるという特技を持つ。
姉御肌でいざという時は夏生を引っ張っていく。
岩波 千果（いわなみ ちか）
声：晴海あくあ
5月15日生まれ A型 身長147cm B76/W53/H78
メインヒロイン。主人公の後輩。非常に明るい一方、騒々しい性格をしている。余計なことを言って聡司からデコピンなどの打撃を食らうこともしばしば。しかしながら、決してひるむことはない。水守とは「海フレンド」であり、海が好きである。アホ毛をいじると激しく抵抗する。実は辛い過去を背負っている。
沢木 水守（さわき みもり）
声：松田理沙
1月15日生まれ O型 身長163cm B91/W59/H85
メインヒロイン。主人公の先輩。裸を見られてもまったく動じないなど、少し変わった面がある。海で泳ぐのが好きであり、夜中にこっそり裸で泳いでいたことも。制服の下にはいつも水着を着用しており、いつでも泳げるようにしている。「乳神様」の異名を持つ。頭の回転が速く、割と何でも出来たりする要領の良い面も。
角川（かどかわ）
声：おおくぼけんたろう
聡司の悪友。スケベであり、たまに聡司と共謀することも。あおいからは目の敵にされており、打撃を食らうこともしばしば。「乳マニア」であり水守に対する評価が高い。
柳生 さとみ（やぎゅう さとみ）
声：芝原のぞみ
10月1日生まれ AB型 身長156cm B82/W56/H83
サブヒロイン(非攻略キャラであるが、企画段階では夏生・あおい・千果・水守に次ぐ5人目のメインヒロインになる予定であった)。あおいの妹。無口で非常に静かな性格。魚のことに非常に詳しくかつ好きなため、自主的に魚市場を手伝っている。隠れ特技はラジオパーソナリティ。
委員長
声：芝原のぞみ
A型 身長158cm B85/W55/H82
聡司の本来通っている学校のクラスメイト。非攻略キャラであるが、ツンデレの一面も見せる。
本名は「清水 優里花（しみず ゆりか）」。
徳間先生（とくませんせい）
声：城崎彦太
夏生たちのクラスの担任。地学教師。趣味は地層を見に行くことと化石発掘。
岩波 元治（いわなみ げんじ）
声：事務台車
千果の祖父。診療所を営んでいる。孫を愛するあまり行き過ぎた行動に出ることも。
柳生 薫（やぎゅう かおる）
声：紫陽花
あおいとさとみの父。漁師である。腕っ節が強く、あおいが強いのもそれに影響されたもの。
早川 冬美（はやかわ ふゆみ)
声：楠鈴音
O型 身長155cm B84/W58/H84
夏生の母で、主人公が泊まっている「民宿 ハヤカワ」を営んでいる。聡司の両親とは以前からの知り合い。
聡司の両親
夫婦仲は非常によい。もともと聡司のことは「ワンパクでもいいからたくましく育ってほしい」と考えていたためか、聡司の休学の希望をあっさりと受け入れた。

## スタッフ
- 原画：司ゆうき、笹井さじ[3]
- シナリオ：海富一、木緒なち、秋津環

## ボーカル曲
- 主題歌：『ナギサの』
  - 歌：NANA
  - 作編曲：藤間仁（Elements Garden）
  - 作詞：コットンソフト

- エンディング：『夏星』
  - 歌：KAKO
  - 作編曲：まにょっ（LittleWing）
  - 作詞：海富一

初回版に付属の「コットン100%CD3」にフルコーラス版が収録されている。